# 64-es busz (Szeged)
A szegedi 64-es jelzésű autóbusz a Mars tér (üzletsor) és a Környezetgazdálkodási Nonprofit Kft. között közlekedik. A viszonylatot a Volánbusz üzemelteti.

## Története
2024. március 18-ától módosított útvonalon, a Krematórium és a Repülőtér érintése nélkül közlekedik, hurokjárati jelleggel a Környezetgazdálkodási Nonprofit Kft. érintésével jár külső szakaszán.

## Útvonala
| Mars tér (üzletsor) → Környezetgazdálkodási Nonprofit Kft. → Mars tér (üzletsor) |
| --- |
| Mars tér (üzletsor) vá. – Kossuth Lajos sugárút – Izabella híd – Dorozsmai út – Fonógyári út – Kereskedő köz – Városgazda utca – Bajai út – Fonógyári út – Dorozsmai út – Izabella híd – Kossuth Lajos sugárút – Mars tér (üzletsor) vá. |

## Megállóhelyei
| 0  | Mars tér (üzletsor) végállomás              | 26 | 5, 7, 7A, 9, 19 7F, 21, 60, 60Y, 67, 67Y, 70, 71, 71A, 72, 72A, 73, 73Y, 74, 75, 76, 76Y, 77, 77A, 77Y, 78, 78A, 79H Helyközi buszok 1374, 1375, 1441, 1503, 1504, 1506, 1507, 1510, 1513, 1515, 1516, 1517, 1518, 1841 |
| 2  | Tavasz utca                                 | 24 | 1, 2 7F, 67, 67Y, 71, 72, 72A, 75, 78, 78A, 79H Helyközi buszok |
| 3  | Damjanich utca                              | 23 | 1, 2 7F, 67, 67Y, 71, 72, 72A, 75, 78, 78A, 79H |
| ∫  | Vásárhelyi Pál utca (Kossuth Lajos sugárút) | 22 | 1, 2 7F, 67, 67Y, 71, 72, 72A, 75, 78, 78A, 90, 90F |
| 5  | Rókus vasútállomás bejárati út              | 20 | 1 7F, 67, 67Y, 71, 72, 72A, 75, 78, 78A, 79H, 90H Helyközi buszok 1486, 1503, 1504 Szeged–Békéscsaba |
| 7  | Fonógyári út                                | 18 | 3F 7F, 36, 67, 67Y, 71, 72, 72A, 75, 79H, 90H Helyközi buszok |
| 8  | Fonógyári úti Iparváros                     | 16 | 3F |
| 9  | Kereskedelmi raktárak                       | ∫  | |
| 10 | Kereskedő köz (körforgalom)                 | ∫  | |
| 12 | Környezetgazdálkodási Nonprofit Kft.        | ∫  | |
| 13 | Bajai út                                    | ∫  | 36 Helyközi buszok |
| 14 | Belvárosi temető                            | ∫  | 3F 36 Helyközi buszok |
| 15 | Ikarusz köz                                 | 15 | 3F 36 |